# Highlands megye
Highlands megye az Amerikai Egyesült Államokban, azon belül Florida államban található. Megyeszékhelye és legnagyobb városa Sebring. Lakosainak száma 101 235 fő (2020. április 1.). Highlands megye Osceola, Okeechobee, Glades, Charlotte, DeSoto, Hardee és Polk megyékkel határos.

## Népesség
A megye népességének változása:
| Lakosok száma | 98 709 | 98 189 | 97 905 | 97 616 | 99 491 | 101 235 |
|               | 2010   | 2011   | 2012   | 2013   | 2015   | 2020    |